# ایگوی (شهر)
ایگوی (به لاتین: Higüey ) یک شهر در جمهوری دومینیکن است که در سانتو دومینگو واقع شده‌است.

## خصوصیات
ایگوی ۲٬۰۲۹٫۱۴ کیلومترمربع مساحت و ۲۸۸٬۹۹۰ نفر جمعیت دارد و ۱۰۶ متر بالاتر از سطح دریا واقع شده‌است.